# 乔治·斯弗兰齐斯
乔治·斯弗兰齐斯（希臘語：Γεώργιος Σφραντζής，1401年-约1478年）是拜占庭帝国末期的一名历史学家和朝臣。曾担任曼努埃尔二世的侍从和约翰八世时的御厨首席总管大臣（财长），他也是君士坦丁十一世的好友。他是1453年君士坦丁堡陷落的目击者，曾一度沦为奴隶，但很快便赎身了。接下来几年，他继续事奉巴列奧略王朝的剩余人员直至于1472年出家，名为格列高里。作为一名僧侣，斯弗兰齐斯开始著述历史，他的记载于1477年夏穆罕默德二世进攻纳夫帕克托斯时中止。斯弗兰齐斯可能于这一事件过后不久去世。

## 生平
斯弗兰齐斯正好出生于君士坦丁堡被突厥人围城的一年。他的教母名叫托迈斯。1418年，斯弗兰齐斯成为了曼努埃尔二世的侍从。在事奉曼努埃尔期间，他与未来的君士坦丁十一世成为密友，斯弗兰齐斯自己写道：“我的叔父是他的导师，我的堂兄弟们和我则是他的伙伴、朋友以及侍从。”曼努埃尔驾崩后，斯弗兰齐斯于1427年12月26日与君士坦丁一同前往摩里亚，事奉这位新任的摩里亚专制公。
到达摩里亚后，君士坦丁任命斯弗兰齐斯为格拉伦扎的首长。斯弗兰齐斯则辅佐君士坦丁征服摩里亚剩余未被征服的部分。然而，他于1429年3月26日在帕特雷遭埋伏并被俘虏，直到他于君士坦丁的关系澄清前，他一直遭到监禁，随后，对方释放了他以便让他去君士坦丁处谈判。在另一次前往伊庇鲁斯帮助其专制公卡洛斯二世·托科解决他与堂兄弟们的继承权问题时，斯弗兰齐斯遭到加泰罗尼亚人海盗绑架。他被安置在凯法利尼亚岛上，直到海盗们将他领回格拉伦扎并得到赎金为止。回到君士坦丁堡后，皇帝任命斯弗兰齐斯为大司库以及大使。
此后，斯弗兰齐斯成为了君士坦丁的核心拥护者。他于1435年尝试为其君主占领雅典，他于1440年安排君士坦丁与其第二位妻子卡特琳娜·加提卢西奥成婚。 1446年，斯弗兰齐斯被任命为米斯特拉斯城督。 最为重要的是，他被派遣至格鲁吉亚以及特拉布宗帝国，为君士坦丁皇帝寻求第三任妻子。在处理这些政务期间，他与帝国秘书阿莱克修斯·帕里奥洛格斯·赞普拉孔的女儿成婚，君士坦丁皇帝是他婚礼上的伴郎。 当奥斯曼帝国苏丹穆罕默德二世围攻君士坦丁堡时，他曾准备将自己的儿子约翰（以及自己大部分的可移动财产）送去摩里亚，然后再前往塞浦路斯。他希望由先经陆路，这样便可以让自己的孩子游览各处并获得教益。
尽管参与了君士坦丁堡围城战的防守，斯弗兰齐斯对于围城和陷落的记载缺少了许多细节。在皇帝驾崩的问题上，他仅仅写道：“在城陷时，我的君主和皇帝，君士坦丁陛下，被弑杀了。我当时因为奉陛下命令巡查城市的另一部分而不在他的身边。” 城陷后，斯弗兰齐斯被俘虏，成为了一名奴隶。1453年9月1日，他赎了身并动身前往米斯特拉斯。 在摩里亚专制公托马斯·帕里奥洛格斯处他得到了庇护。1454年，他得以前往阿德里安堡赎回了自己的妻子，随后他逃过了穆罕默德苏丹并回到摩里亚。 1455年，他代表托马斯作为大使出使威尼斯。 1460年摩里亚专制国灭亡后，斯弗兰齐斯退隐至克基拉岛的塔坎尼奥提斯修道院。

## 著作
在修道院时，斯弗兰齐斯撰写了《编年史》 (Χρονικόν)，像大部分拜占庭编年史一样，该书也以上帝创世开始，但在1258年至1476年有关巴列奥略王朝的记载上变得更为详尽。 该书是斯弗兰齐斯那个时代珍贵且权威的史料。其记述中彰显了作者自己对巴列奥略王朝的忠诚，他经常夸张地描写王朝成员的功绩并讳言其病处。此外，他对突厥人的厌恶以及对正教会的虔诚也在著作中体现了出来。斯蒂芬·朗西曼将认为其著作是“忠实、生动且有说服力的”，且他认为斯弗兰齐斯“以平易近人的文笔写出了优质的希腊语文章。”
他的著作的各版本包括收录于奥古斯特·伊曼努尔·贝克的《拜占庭历史文献集成》（Corpus scriptorum hist. byz.）、雅克·保罗·明尼的《希腊文集成》（Patrologia Graeca）中的以及最近的瓦西里·格雷库罗马尼亚译本（布加勒斯特，1966年）、1954年德文译本、1980年英文译本以及1990年意大利文译本。